# Aloe bussei
Aloe bussei é uma espécie de liliopsida do gênero Aloe, pertencente à família Asphodelaceae.